# NGC 2663
NGC 2663 је елиптична галаксија у сазвежђу Компас која се налази на NGC листи објеката дубоког неба.
Деклинација објекта је - 33° 47' 42" а ректасцензија 8h 45m 8,3s. Привидна величина (магнитуда) објекта NGC 2663 износи 10,9 а фотографска магнитуда 11,9. Налази се на удаљености од 27,491 милиона парсека од Сунца. NGC 2663 је још познат и под ознакама ESO 371-14, MCG -6-20-1, PGC 24590.